# Tana Formation FC
El Tana FC Formation es un equipo de fútbol de Madagascar que milita en el Campeonato malgache de fútbol, el torneo de fútbol más importante del país.

## Historia
Fue fundado en el año 2008 en la ciudad de Analamanga y en su corto historial cuenta con un subcampeonato de Liga en el 2012 y 2 veces ha sido finalista del torneo de Copa.
A nivel internacional ha participado en 1 torneo continental, en la Copa Confederación de la CAF 2012, en la que fue eliminado en la Primera ronda por el Interclube de Angola. 

## Palmarés
- Campeonato malgache de fútbol: 0
  - Subcampeón: 1

2012
- Copa de Madagascar: 0
  - Finalista: 2

2009, 2011

## Participación en competiciones de la CAF
| Temporada | Torneo                       | Ronda      | Club              | Casa | Visita | Global      |
| --------- | ---------------------------- | ---------- | ----------------- | ---- | ------ | ----------- |
| 2012      | Copa Confederación de la CAF | Preliminar | Extension Gunners | 2-0  | 1-2    | 3-2         |
| 2012      | Copa Confederación de la CAF | 1          | Interclube        | 2-0  | 0-2    | 2-2 (5-6 p) |